# オリヴァー・ハザード・ペリー・スロック・モートン
オリヴァー・ハザード・ペリー・スロック・モートン（Oliver Hazard Perry Throck Morton, 1823年8月4日 - 1877年11月1日）は、アメリカ合衆国の政治家。共和党所属。南北戦争期に第14代インディアナ州知事を務め、エイブラハム・リンカーン大統領を熱烈に支持した。後世の歴史家の多くは、モートンを南北戦争期における最も優秀な統治者の1人であったと評価している。モートンは戦後、連邦上院議員を10年間務めた。

## 生い立ちと初期の経歴
1823年8月4日、モートンはインディアナ州ウェイン郡において誕生した。両親はともにデラウェア州出身のジェイムズ・スロック・モートン (James Throck Morton) とサラ・ミラー (Sarah Miller) であった。モートンのファーストネームは、米英戦争で活躍したオリバー・ハザード・ペリー代将にちなんで与えられた。モートンは3歳のときに母親と死別し、その後は母方の祖父母の下で育てられた。モートンは幼少期の大部分をオハイオ州で過ごし、スプリングフィールドの私立学校で教育を受けた。モートンは10代半ばの頃にインディアナ州センターヴィルに移り、そこで残りの生涯を過ごした。
モートンはマイアミ大学とシンシナティ大学でわずかな期間を過ごしたが、最終的には高校も大学も卒業しなかった。だがモートンは独学で法律を学び、センターヴィルで富裕な弁護士として成功を収めた。

## インディアナ州知事
1850年代中頃、モートンは共和党に加わり、政界入りした。モートンは1856年に共和党の指名を受けてインディアナ州知事に立候補したが、敗北した。1860年、モートンは共和党の指名を受けてインディアナ州副知事に立候補し、勝利を収めた。1861年1月、州知事ヘンリー・スミス・レインは州議会から連邦上院議員に選任された。モートンはレインの後任として、副知事から知事に昇任した。
モートンは1861年から1867年までインディアナ州知事を6年間務めた。モートンは南北戦争中、北部を強く支持した。モートンは北軍のため人員や資金を提供し、州内の南部支持者を悪者として扱った。
1862年、モートンはペンシルベニア州アルトゥーナで開催された戦争知事会議に出席した。モートンはエイブラハム・リンカーン大統領の奴隷解放宣言や、戦争に対する合衆国の取り組みを支持した。
1862年、モートンは軍費増強のための徴税機関を組織するため、ヘンリー・ビービー・カーリントンに支援を要請した。モートンは南部支持者、ゴールデン・サークル騎士団、民主党員などの、あらゆる対立者に対応するための諜報ネットワークを構築した。モートンはその諜報ネットワークの長に、カーリントンを置いた。
カーリントンは州の治安維持には成功したが、その諜報活動においては恣意的な逮捕、言論の自由や結社の自由の抑圧などが行われ、強権的な政治体制となった。1863年7月に「モーガンの襲撃」が起こった際、モートンは州市民軍に招集をかけた。このときモートンは、知事としての権限を超えた行為であると、民主党から非難を浴びた。だがモートンの評判は低下することなく、1864年に再選を果たした。

## 連邦上院議員
モートンは1867年から1877年まで連邦上院議員を務めた。モートンは極度の党派心の強さで知られた。1870年代、モートンは共和党においてストルワート派の著名なメンバーとなった。モートンは紙幣に関する見解で、議論を引き起こした。モートンは金に裏付けされない不換紙幣の発行を容認する立場をとった。
モートンは第41議会に工業委員会委員長、第42議会から第45議会まで特権および選挙委員会委員長を務めた。
1876年、モートンは共和党において大統領候補に名乗りを上げた。だがモートンは健康を害し、ラザフォード・ヘイズに敗れた。本選挙後、共和党は選挙結果に対する異議を申し立て、調査のための選挙委員会が設置された。モートンはその選挙委員会で委員の1人となった。モートンは共和党員として、ラザフォード・ヘイズを勝者とする票を投じた。

## 晩年
モートンは1865年末頃から麻痺性の発作を起こすようになり、両足が不自由になった。1877年、モートンは連邦上院議員として、贈賄容疑の調査のためオレゴン州に出張した。モートンは出張先において別の発作を併発した。そしてモートンは間もなく、インディアナ州のインディアナポリスにおいて死去した。モートンの遺体はインディアナポリス市内のクラウンヒル墓地に埋葬された。

## 家族
モートンは1845年にルシンダ・バーバンク (Lucinda Burbank) と結婚した。2人の間には5人の子供が生まれ、そのうち3人が成年期まで生き残った。

## 栄誉
1922年4月、インディアナ州の退役軍人らにより、ヴィックスバーグ国立軍事公園にモートンの銅像が建設された。州知事時代の南北戦争での功績を称えたものであり、除幕式は1926年6月16日に開催された。
アメリカ合衆国議会議事堂の国立彫像ホール・コレクションには、インディアナ州の偉大な人物の1人として、モートンの彫像が展示されている。またインディアナポリス市内には、インディアナ州議会議事堂の前とインディアナ兵士・水兵記念塔の傍に、それぞれモートンの彫像が飾られている。